# Hollywood Boulevard (film, 1976)
Pour les articles homonymes, voir Hollywood Boulevard (film).
Pour plus de détails, voir Fiche technique et Distribution.
Hollywood Boulevard est un film américain réalisé par Allan Arkush et Joe Dante et sorti en 1976. Il s'agit de leur premier long métrage.

## Synopsis
La belle et naïve Candy Wednesday vient tenter sa chance à Hollywood. Elle engage Walter Paisley comme agent. Elle est tout d'abord embauchée comme cascadeuse avant de rapidement devenir l'une des têtes d'affiche de Miracle Pictures. Cette société de production, dont le slogan est « Si c’est un bon film, c’est un Miracle », est spécialisée dans les séries B. Candy rencontre notamment le prétentieux réalisateur Eric Von Leppe, l'actrice capricieuse Mary McQueen, le producteur véreux P. G. et Patrick Hobby, le scénariste plutôt sympathique. Toute cette fine équipe se rend aux Philippines pour tourner le film Machete Maidens of Mora Tau. Pendant le tournage, une actrice est abattue par un agresseur invisible.

## Fiche technique
Sauf indication contraire, les informations mentionnées dans cette section peuvent être confirmées par la base de données cinématographiques IMDb,  présente dans la section « Liens externes ».
- Titre original : Hollywood Boulevard
- Titre de travail : Starlets
- Réalisation : Allan Arkush et Joe Dante
- Scénario : Danny Opatoshu (crédité Patrick Hobby)
- Direction artistique : Jack De Wolf
- Musique : Andy Stein
- Costumes : Jane Ruhm
- Photographie : Jamie Anderson
- Montage : Allan Arkush, Joe Dante et Amy Holden Jones
- Production : Jon Davison
  - production associée : Teri Schwartz
  - Production déléguée : Roger Corman
- Société de production : New World Pictures
- Distribution : New World Pictures (États-Unis), International Film Distributors (Canada)
- Budget : 60 000 $
- Pays de production :  États-Unis
- Format : Couleur (Metrocolor) - 1,85:1 - 35 mm - son monophonique
- Genre : thriller, comédie satirique
- Durée : 83 minutes
- Date de sortie :
  - États-Unis : 25 avril 1976

## Distribution
- Candice Rialson : Candy Hope
- Mary Woronov : Mary McQueen
- Rita Georg : Bobbi Quackenbush
- Jeffrey Kramer : Patrick Hobby
- Dick Miller : Walter Paisley
- Richard Doran : P. G.
- Tara Strohmeier : Jill McBain
- Paul Bartel : Erich Von Leppe
- John Kramer : Duke Mantee
- Jonathan Kaplan : Scotty

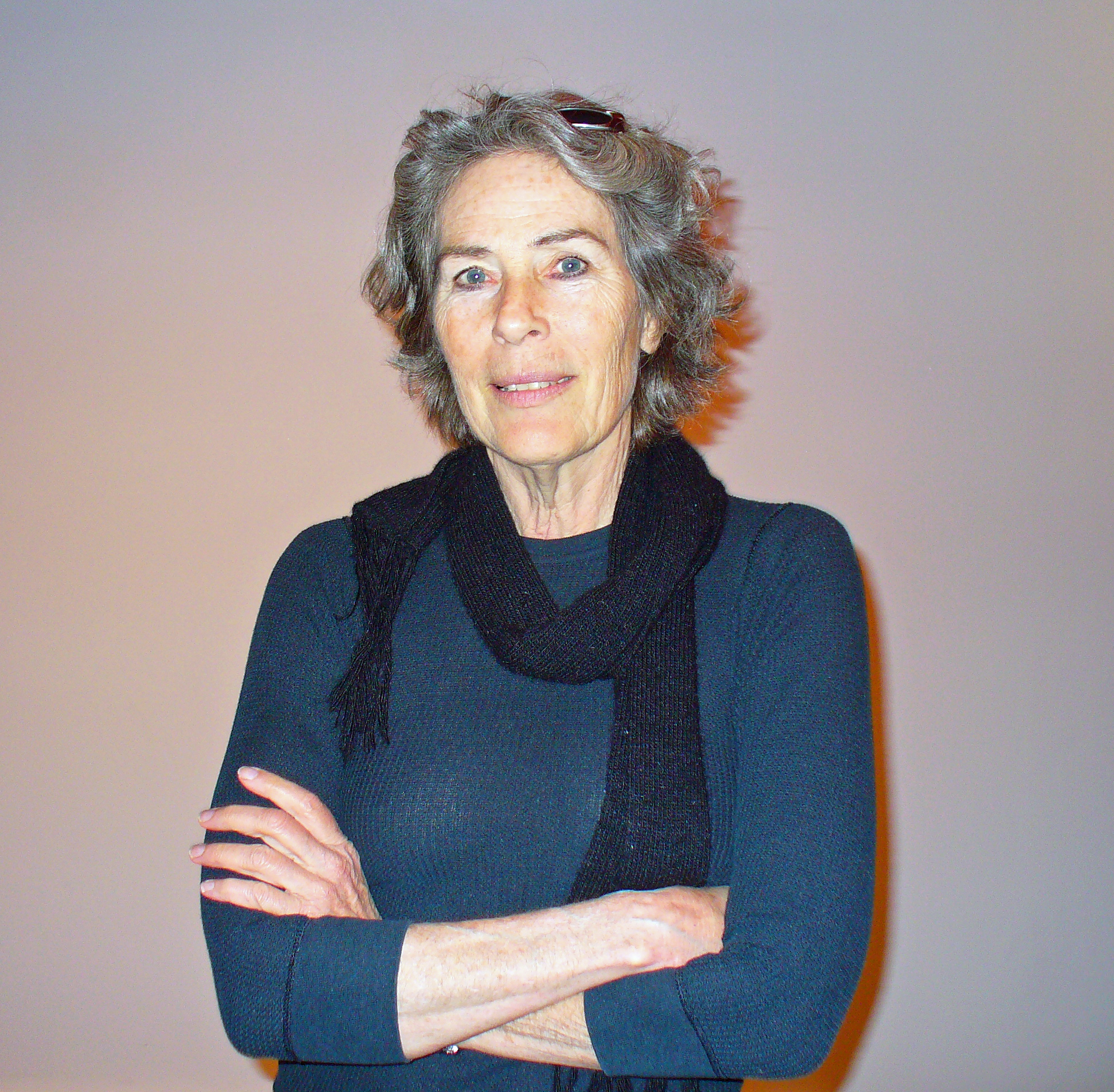
Mary Woronov

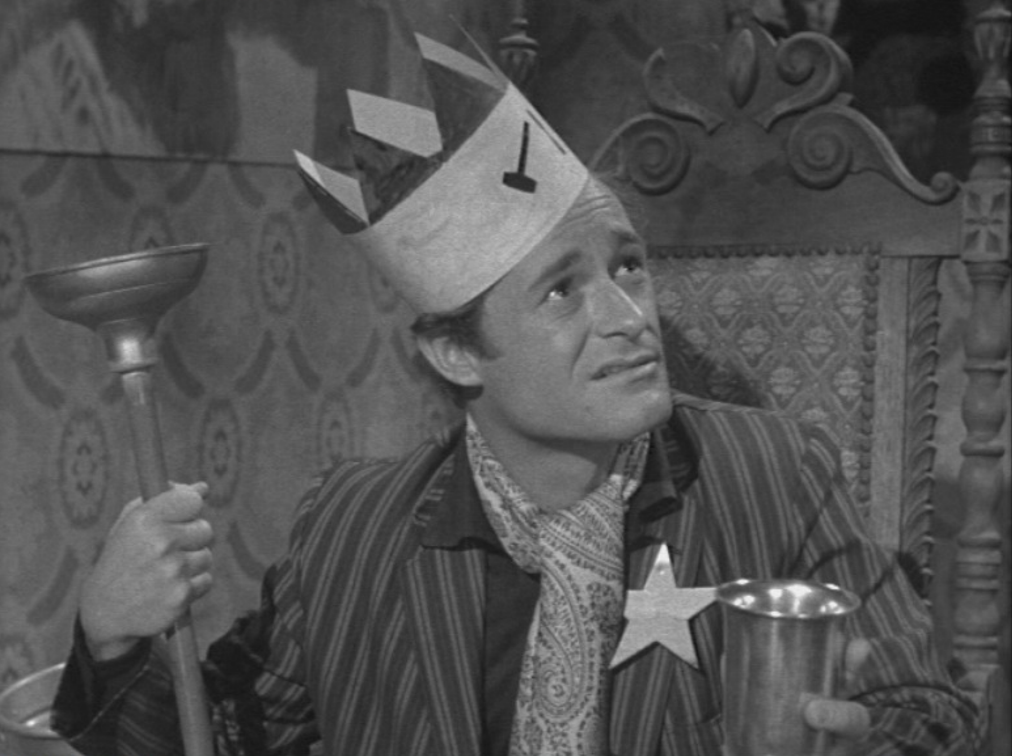
Dick Miller

- Commander Cody and His Lost Planet Airmen : eux-mêmes
- George Wagner : un cadreur
- Charles B. Griffith : Mark Dentine
- Joseph McBride : un homme au drive-in
- W. L. Luckey : Rico Bandello
- David Boyle : l'enfant odieux
- Allan Arkush : le shérif au fusil
- William Malone : Robby le robot
- Todd McCarthy : un auteur
- Forrest J. Ackerman : un invité à la fête (non crédité)
- Lewis Teague : un invité à la fête (non crédité)
- Ron Gans : le narrateur

## Production
Alors monteur de bandes-annonces pour New World Pictures, Joe Dante parvient à convaincre son patron Roger Corman de le laisser réaliser son premier film. Il demande le plus petit budget de l'histoire du studio (60 000 $. Joe Dante utilise alors des chutes de pellicules (fins de pellicules non utilisées pour d'autres films) des Stock-shots et des plans abandonnés par d'autres réalisateurs du studio.
Le scénario s'inspire du film The Death Kiss d'Edwin L. Marin
Le tournage a lieu à Los Angeles (Panneau Hollywood, Fairfax, Grauman's Chinese Theatre, Walk of Fame, etc.) et dans le ranch Paramount d'Agoura Hills. Il ne dure que 10 jours.
Le film reprend donc des extraits, parfois seulement un plan, de précédentes productions de Roger Corman : 
- Battle Beyond the Sun (1962) [version américaine de L'Appel du ciel] - vu au ciné-parc
- L'Halluciné (1963) - film seen at drive in
- The Big Bird Cage (1972) - scène de bataille
- Night of the Cobra Woman (en) (1972) - plan d'un cobra
- The Hot Box (1972) - scène de bataille
- Night Call Nurses (1972) - scène d'ouverture de plongée sous-marine
- Unholy Rollers (1972) - scène de roller derby
- Savage! (en) (1973) - scène de bataille
- 5 femmes à abattre (1974) - plan d'une voiture de police qui dérape
- Super Nanas (en) (Big Bad Mama) de Steve Carver (1974) - une cascade faite par Candy
- Crazy Mama (1975) - scène du braquage de banque impliquant la voiture rouge au début du film
- La Course à la mort de l'an 2000 (1975) - scène de course poursuite

## Clins d’œil et hommages
Le film contient de nombreux clins d’œil, notamment pour les noms de personnages. Le nom du réalisateur prétentieux, Eric Von Leppe, est celui d'un personnage interprété par Boris Karloff dans L'Halluciné (1963) de Roger Corman, producteur du film. Walter Paisley est celui d'un personnage de Un baquet de sang (1959), autre film de Roger Corman. Duke Mantee est le nom d'un personnage de La Forêt pétrifiée (1963), campé par Humphrey Bogart, alors que Jill McBain est celui du personnage de Claudia Cardinale dans Il était une fois dans l'Ouest (1969).
Dick Miller se regarde jouer lui-même dans L'Halluciné (1963) de Roger Corman. Le titre du film produit par Miracle, Machete Maidens of Mora Tau, renvoie à Zombies of Mora Tau (en) (1957) d'Edward L. Cahn. Plusieurs réalisateurs font des caméos : Charles B. Griffith, Jonathan Kaplan, Joe Dante, Danny Opatoshu, ou encore des monteurs et scénaristes de New World Pictures.

## Suite
Le film possède une suite s'intitulant Hollywood Boulevard 2, réalisée par Steve Barnett, sortie en 1989.